# Omiodes alboanalis
Omiodes alboanalis là một loài bướm đêm trong họ Crambidae.